# Arménio Pereira

Arménio da Assunção Pereira foi Presidente da Câmara Municipal de Paços de Ferreira no período entre 1987 - 2004, pelo Partido Social Democrata. Autarca do ano em 2004, foi Conselheiro de Durão Barroso, e é conhecido como o Pai da Capital do Móvel, por ter sido o seu fundador.
Antes do seu trabalho no Município, Arménio Pereira foi Professor do Ensino Primário e, também,  Alferes  de Cavalaria, na Guerra do Ultramar, onde cumpriu serviço militar, em Angola.

## Vida pública
Arménio da Assunção Pereira foi pioneiro em Marketing Territorial em Portugal e marcou várias gerações pela sua humildade e forma de liderar - próxima das pessoas e com empatia. Mais tarde, quando abdica do mandato, em 2004, para dar "lugar" ao seu Vice-Presidente, Pedro Pinto, termina o seu percurso profissional, nas Águas do Douro e Paiva, SA., como Administrador.
Não só criou a Capital do Móvel, como foi responsável pela construção de várias estradas do concelho, lavadouros, fontanários públicos e a pavimentação das estradas que na altura estavam completamente em terra. Desenhada pelo já falecido Arquiteto Paulo Goulart de Bettencourt, ergueu-se, com o seu carimbo, a “nova” Câmara Municipal, com um belíssimo monumento ao Móvel na rotunda frente à sua fachada, da autoria do consagrado escultor José Rodrigues.

### Outros cargos
- Presidente da Assembleia Geral do Futebol Clube de Paços de Ferreira nos períodos de 1979-1990 e 1993-1994[3]
- Presidente do Conselho Fiscal do Futebol Clube de Paços de Ferreira em 1990-1993[3]

## Publicações
- PEREIRA, Arménio (Ed.) (1984), "Paços de Ferreira: Textos & imagens sobre o concelho", Câmara Municipal de Paços de Ferreira
- PEREIRA, Arménio (Ed.) (1986), "Paços de Ferreira: Estudos Monográficos", Câmara Municipal de Paços de Ferreira
- PEREIRA, Arménio (1997), "O Municipalismo: Fator de Coesão Nacional", Instituto da Defesa Nacional, Ano XXII;Nº 81, ISSN 0870-757 X, http://hdl.handle.net/10400.26/1576

## Diversos
- Concluiu o Curso de Auditores de Defesa Nacional[4];
- Homenageado com a nomeação do Parque Urbano de Seroa e a escultura "O Pai da Capital" [5]